# Cinq-Mars-la-Pile

Cinq-Mars-la-Pile este o comună în departamentul Indre-et-Loire, Franța. În 1 ianuarie 2022 avea o populație de 3.943 de locuitori.